# Before the Flood (Album)
Before the Flood ist ein 1974 erschienenes Livealbum von Bob Dylan und The Band. Die Aufnahmen entstanden im Rahmen der gemeinsamen Tournee im Jahr 1974 und wurden zunächst bei Asylum Records veröffentlicht.

## Entstehung und Inhalt
Nach der gemeinsamen Arbeit an dem gerade veröffentlichten Dylan-Album Planet Waves traten Dylan und The Band nach acht Jahren wieder eine gemeinsame Tour quer durch die USA an. Sie umfasste 40 Konzerte im Zeitraum von Anfang Januar bis Mitte Februar 1974. Für Dylan war es die erste Tournee nach seinem Motorradunfall 1966. Die Konzerte waren innerhalb kürzester Zeit ausverkauft, wobei die Nachfrage das Kartenkontingent wohl um ein Vielfaches überstieg.
The Band fungierte bei dieser Tour nicht mehr lediglich als reine Begleitband für Dylan, sondern spielte mehrere Lieder aus ihrem eigenen Repertoire, während Dylan pausierte. Zu Beginn integrierte Dylan einige seiner neuen Songs vom Planet-Waves-Album in die Auftritte, diese verschwanden jedoch im Laufe der Tour fast vollständig aus dem Programm. Für Kritik oder zumindest Aufsehen sorgten Dylans herausschreiende, teilweise unmelodischen und bis zur Unkenntlichkeit veränderten Interpretationen seiner eigenen Lieder.
Die Aufnahmen auf Before the Flood stammen fast ausschließlich von den beiden letzten Konzerten der Tour, die am 14. Februar in Los Angeles stattfanden.
Beispiel für ein komplettes 1974 Konzert (Boston Gardens, Boston, Massachusetts, 14. Januar 1974)
1. Most Likely You Go Your Way (And I’ll Go Mine)
2. Lay Lady Lay
3. Just Like Tom Thumb's Blues
4. Rainy Day Women # 12 & 35
5. It Ain't Me Babe
6. Ballad Of A Thin Man
7. Stage Fright (the Band)
8. The Night they Drove Old Dixie Down (the Band)
9. King Harvest (has surely come) (the Band)
10. This Wheel's on Fire (the Band)
11. I shall be Released (the Band)
12. Up on Cripple Creek (the Band)
13. All Along The Watchtower
14. Ballad Of Hollis Brown
15. Knockin' On Heaven's Door
Pause
16. Blowin' In The Wind – (solo)
17. Don't Think Twice, It‟s All Right – (solo)
18. Gates Of Eden - (solo)
19. Love Minus Zero/No Limit – (solo)
20. It's Alright Ma (I’m Only Bleeding) – (solo)
21. Rag Mama Rag (the Band)
22. When you Awake (the Band)
23. The Shape I'm in (the Band)
24. The Weight (the Band)
25. Forever Young
26. Something There Is About You
27. Like A Rolling Stone
28. Most Likely You Go Your Way (And I’ll Go Mine)

## Titelliste
Seite 1:
1. Most Likely You Go Your Way (And I’ll Go Mine), Dylan (4:15)
2. Lay, Lady, Lay, Dylan (3:14)
3. Rainy Day Women # 12 & 35, Dylan (3:27)
4. Knockin’ on Heaven’s Door, Dylan (3:51)
5. It Ain’t Me, Babe, Dylan (3:40)
6. Ballad of a Thin Man, Dylan (3:41)

Seite 2:
1. Up on Cripple Creek, Robertson (5:25)
2. I Shall Be Released, Dylan (3:50)
3. Endless Highway, Robertson (5:10)
4. The Night They Drove Old Dixie Down, Robertson (4:24)
5. Stage Fright, Robertson (4:45)

Seite 3:
1. Don’t Think Twice, It’s All Right, Dylan (4:36)
2. Just Like A Woman, Dylan (5:06)
3. It’s Alright, Ma (I’m Only Bleeding), Dylan (5:48)
4. The Shape I’m In, Robertson (4:01)
5. When You Awake, Robertson—Manuel (3:13)
6. The Weight, Robertson (4:47)

Seite 4:
1. All Along the Watchtower, Dylan (3:07)
2. Highway 61 Revisited, Dylan (4:27)
3. Like a Rolling Stone, Dylan (7:09)
4. Blowin’ in the Wind, Dylan (4:30)